# Yine Senzis
Yine Sensiz es el título del álbum debut del cantante de pop turco Tarkan. Desusual para el mercado turco, combinando ritmos electrónicos occidentales con otros locales, el estilo único del álbum catapultó a Tarkan a la escena pop turca, que era muy modesta en ese entonces.
El álbum fue originalmente editado sólo en casete en 1992, pero su rotundo éxito provocó el lanzamiento de su versión en CD al próximo año. En esa oportunidad, se le añadieron tres nuevas versiones de los temas Kıl Oldum, Kimdi? y Çok Ararsın Beni, además de cambiar la foto de portada.

## Lista de canciones
1. Kıl Oldum
2. Kimdi?
3. Söz Verdim
4. Gelipte Halimi Gördün mü?
5. Sarıl Bana
6. Oldu Canım, Ara Beni
7. Vazgeçemem
8. Çok Ararsın Beni
9. Selam Ver
10. Yetti Artık
11. Yine Sensiz
12. Kıl Oldum (remix)
13. Kimdi? (remix)
14. Çok Ararsın Beni (remix)

- Datos: Q924781